# 埼玉県道320号西宝珠花春日部線

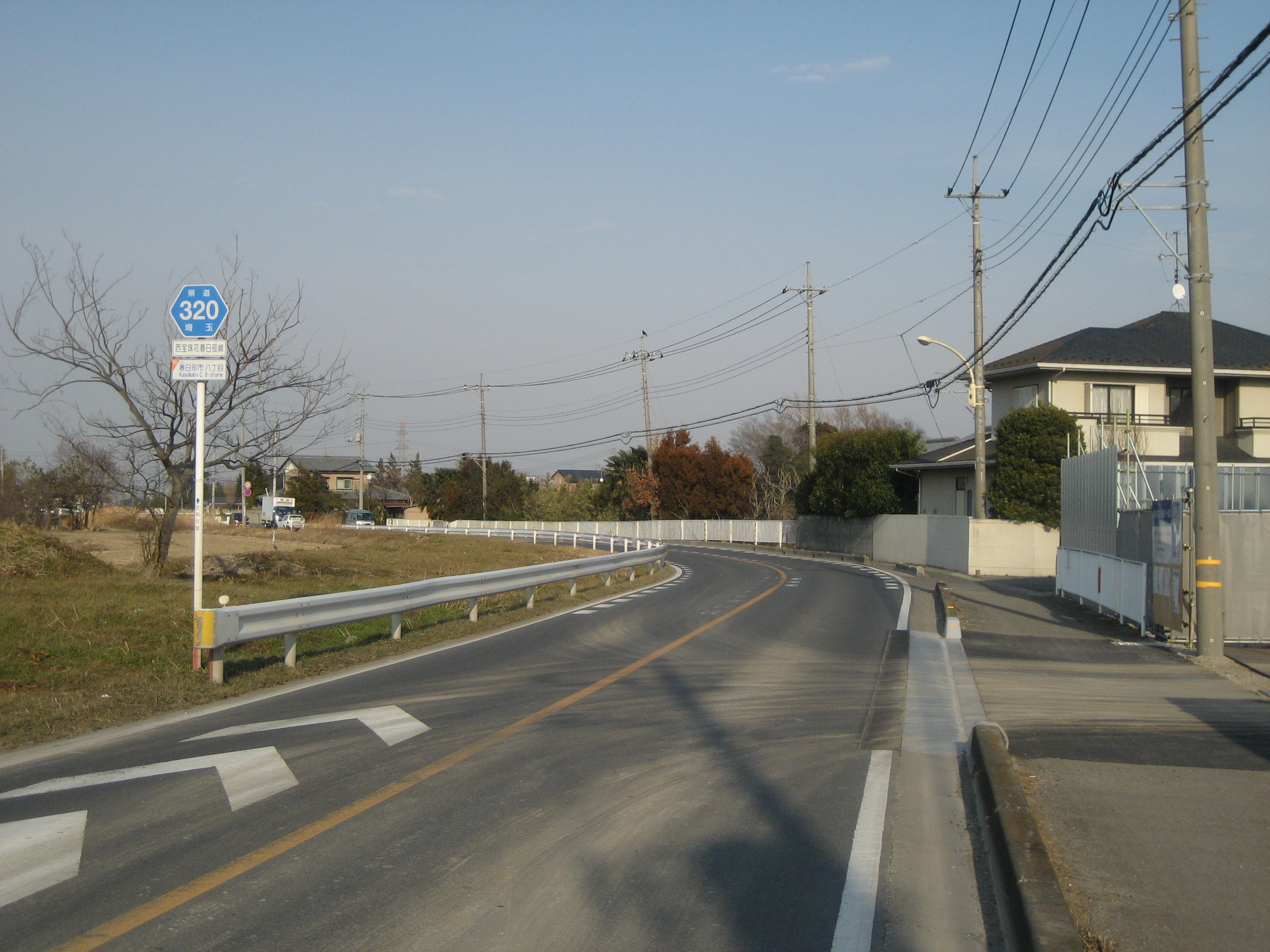
春日部市内

埼玉県道320号西宝珠花春日部線（さいたまけんどう320ごう にしほうしゅばなかすかべせん）とは埼玉県春日部市西宝珠花と八丁目を結ぶ一般県道である。

## 起点・終点
- 起点:埼玉県道183号次木杉戸線交点
- 終点:国道4号交点

## 交差する道路
| 交差する道路                   | 交差する道路 | 交差点名 | 所在地   | 所在地 |
| ------------------------------ | ------------ | -------- | -------- | ------ |
| 埼玉県道183号次木杉戸線        |              | 春日部市 | 西宝珠花 |        |
| （庄和中央通り）               |              | 春日部市 | 上吉妻   |        |
| 埼玉県道42号松伏春日部関宿線   | 立野         | 春日部市 | 椚       |        |
| 国道4号（春日部古河バイパス）  | 立野西       | 春日部市 | 立野     |        |
| （埼葛広域農道）               |              | 春日部市 | 八丁目   |        |
| 国道16号（春日部野田バイパス） | 八丁目東     | 春日部市 | 八丁目   |        |
| 国道4号（日光街道）            | 八丁目       | 春日部市 | 八丁目   |        |

## 沿線の主な施設
- 宝珠花郵便局
- 江戸川中学校
- 関東八十八箇所78番 庄和延命院
- 埼玉県立春日部東高等学校
- 埼玉県立春日部特別支援学校
- 倉松落大口逆除
- 幸松小学校